# 조엘 셰르크
조엘 셰르크(프랑스어: Joël Scherk, 1946년 ~ 1980년 5월 16일)는 프랑스의 이론물리학자이다. 끈 이론을 연구하였다.

## 생애
1946년 전후 프랑스에서 태어났고, 에콜 노르말 쉬페리외르를 졸업하였다. 1974년에 존 헨리 슈워츠와 함께, 끈 이론이 강한 상호작용뿐만 아니라, 중력을 포함한 다른 물리 현상들을 포함한다는 사실을 증명하였다. 1976년에는 초끈 이론을 일관적으로 정의하기 위하여 필요한 조건인 GSO 사영을 페르디난도 글리오치(이탈리아어: Ferdinando Gliozzi)와 이언 올리브(영어: David Ian Olive)와 발견하였다.
1978년에는 외젠 크레메르(Eugène Cremmer)와 베르나르 쥘리아(Bernard Julia)와 함께 M이론의 낮은 에너지 유효 이론인 11차원 초중력 이론을 정의하였다.
1980년에 34세의 나이로 갑자기 사망하였다. 평소 당뇨병을 앓았는데, 어디선가 처방받은 인슐린을 복용하지 못하여 혼수 상태에 빠졌다고 한다. 2006년 파리 푸앵카레 연구소(Institut Henri Poincaré)에서 그의 업적을 기리기 위하여 초중력에 대한 학회가 열렸다.

## 같이 보기
- GSO 사영